# Collegio di Sutton Coldfield
Sutton Coldfield è un collegio elettorale inglese situato nella Città di Birmingham, nelle Midlands Occidentali, rappresentato alla Camera dei comuni del Parlamento del Regno Unito. Elegge un membro del parlamento con il sistema first-past-the-post, ossia maggioritario a turno unico; l'attuale parlamentare è Andrew Mitchell del Partito Conservatore, che rappresenta il collegio dal 2001.

## Estensione

Sutton Coldfield dal 2010 al 2024

Il collegio copre la parte settentrionale della Città di Birmingham e corrisponde all'ex borough di Sutton Coldfield.
- 1945-1955: il Municipal Borough di Sutton Coldfield, e i distretti rurali di Meriden e Tamworth.
- 1955-1974: il Municipal Borough di Sutton Coldfield, e il ward del County Borough di Birmingham di Erdington.
- 1974-1983: il Municipal Borough di Sutton Coldfield.
- 1983-2010: i ward della Città di Birmingham di Sutton Four Oaks, Sutton New Hall e Sutton Vesey.
- 2010-2024: i ward della Città di Birmingham di Sutton Four Oaks, Sutton New Hall, Sutton Trinity e Sutton Vesey.
- dal 2024: i ward della Città di Birmingham di Sutton Four Oaks, Sutton Mere Green; Sutton Reddicap; Sutton Roughley; Sutton Trinity; Sutton Vesey; Sutton Walmley and Minworth e Sutton Wylde Green.[1]

## Membri del parlamento
| Elezione | Elezione        | Deputato    | Partito      |
| -------- | --------------- | ----------- | ------------ |
|          | 1945            | John Mellor | Conservatore |
| 1955     | Geoffrey Lloyd  |             | Conservatore |
| Feb 1974 | Norman Fowler   |             | Conservatore |
| 2001     | Andrew Mitchell |             | Conservatore |

## Elezioni

### Elezioni negli anni 2020
| Partito                    | Partito                                   | Candidato                  | Risultati 4 luglio 2024 | Risultati 4 luglio 2024 |
| Partito                    | Partito                                   | Candidato                  | Voti                    | %                       |
| -------------------------- | ----------------------------------------- | -------------------------- | ----------------------- | ----------------------- |
|                            | Conservatore                              | Andrew Mitchell            | 18 502                  | 38,28                   |
|                            | Laburista                                 | Rob Pocock                 | 15 959                  | 33,02                   |
|                            | Reform UK                                 | Mark Hoath                 | 8 213                   | 16,99                   |
|                            | Lib Dem                                   | John Sweeney               | 2 587                   | 5,35                    |
|                            | Verdi                                     | Ben Auton                  | 2 419                   | 5,00                    |
|                            | Workers                                   | Wajad Burkey               | 653                     | 1,35                    |
|                            |                                           |                            |                         |                         |
| Iscritti                   | Iscritti                                  | Iscritti                   | 74 080                  | 100,00                  |
| ↳ Votanti (% su iscritti)  | ↳ Votanti (% su iscritti)                 | ↳ Votanti (% su iscritti)  | 48 333                  | 65,24                   |
| ↳ Astenuti (% su iscritti) | ↳ Astenuti (% su iscritti)                | ↳ Astenuti (% su iscritti) | 25 747                  | 34,76                   |
|                            |                                           |                            |                         |                         |
|                            | Esito: collegio confermato a Conservatore |                            |                         |                         |

### Elezioni negli anni 2010
| Partito                    | Partito                                   | Candidato                  | Risultati 12 dicembre 2019 | Risultati 12 dicembre 2019 |
| Partito                    | Partito                                   | Candidato                  | Voti                       | %                          |
| -------------------------- | ----------------------------------------- | -------------------------- | -------------------------- | -------------------------- |
|                            | Conservatore                              | Andrew Mitchell            | 31 604                     | 60,40                      |
|                            | Laburista                                 | David Knowles              | 12 332                     | 23,57                      |
|                            | Lib Dem                                   | Jenny Wilkinson            | 6 358                      | 12,15                      |
|                            | Verdi                                     | Ben Auton                  | 2 031                      | 3,88                       |
|                            |                                           |                            |                            |                            |
| Iscritti                   | Iscritti                                  | Iscritti                   | 75 638                     | 100,00                     |
| ↳ Votanti (% su iscritti)  | ↳ Votanti (% su iscritti)                 | ↳ Votanti (% su iscritti)  | 52 325                     | 69,18                      |
| ↳ Astenuti (% su iscritti) | ↳ Astenuti (% su iscritti)                | ↳ Astenuti (% su iscritti) | 23 313                     | 30,82                      |
|                            |                                           |                            |                            |                            |
|                            | Esito: collegio confermato a Conservatore |                            |                            |                            |

| Partito                    | Partito                                   | Candidato                  | Risultati 8 giugno 2017 | Risultati 8 giugno 2017 |
| Partito                    | Partito                                   | Candidato                  | Voti                    | %                       |
| -------------------------- | ----------------------------------------- | -------------------------- | ----------------------- | ----------------------- |
|                            | Conservatore                              | Andrew Mitchell            | 32 224                  | 60,96                   |
|                            | Laburista                                 | Rob Pocock                 | 16 885                  | 31,94                   |
|                            | Lib Dem                                   | Jenny Wilkinson            | 2 302                   | 4,36                    |
|                            | Verdi                                     | David Ratcliff             | 965                     | 1,83                    |
|                            | Indipendente                              | Hannah Sophia              | 482                     | 0,91                    |
|                            |                                           |                            |                         |                         |
| Iscritti                   | Iscritti                                  | Iscritti                   | 75 619                  | 100,00                  |
| ↳ Votanti (% su iscritti)  | ↳ Votanti (% su iscritti)                 | ↳ Votanti (% su iscritti)  | 52 858                  | 69,90                   |
| ↳ Astenuti (% su iscritti) | ↳ Astenuti (% su iscritti)                | ↳ Astenuti (% su iscritti) | 22 761                  | 30,10                   |
|                            |                                           |                            |                         |                         |
|                            | Esito: collegio confermato a Conservatore |                            |                         |                         |

| Partito                    | Partito                                   | Candidato                  | Risultati 7 maggio 2015 | Risultati 7 maggio 2015 |
| Partito                    | Partito                                   | Candidato                  | Voti                    | %                       |
| -------------------------- | ----------------------------------------- | -------------------------- | ----------------------- | ----------------------- |
|                            | Conservatore                              | Andrew Mitchell            | 27 782                  | 54,63                   |
|                            | Laburista                                 | Robert Pocock              | 11 365                  | 22,35                   |
|                            | UKIP                                      | Marcus Brown               | 7 489                   | 14,73                   |
|                            | Lib Dem                                   | Richard Brighton-Knight    | 2 627                   | 5,17                    |
|                            | Verdi                                     | David Ratcliff             | 1 426                   | 2,80                    |
|                            | Ubuntu                                    | Mark Sleigh                | 165                     | 0,32                    |
|                            |                                           |                            |                         |                         |
| Iscritti                   | Iscritti                                  | Iscritti                   | 74 950                  | 100,00                  |
| ↳ Votanti (% su iscritti)  | ↳ Votanti (% su iscritti)                 | ↳ Votanti (% su iscritti)  | 50 854                  | 67,85                   |
| ↳ Astenuti (% su iscritti) | ↳ Astenuti (% su iscritti)                | ↳ Astenuti (% su iscritti) | 24 096                  | 32,15                   |
|                            |                                           |                            |                         |                         |
|                            | Esito: collegio confermato a Conservatore |                            |                         |                         |

| Partito                    | Partito                                   | Candidato                  | Risultati 6 maggio 2010 | Risultati 6 maggio 2010 |
| Partito                    | Partito                                   | Candidato                  | Voti                    | %                       |
| -------------------------- | ----------------------------------------- | -------------------------- | ----------------------- | ----------------------- |
|                            | Conservatore                              | Andrew Mitchell            | 27 303                  | 53,97                   |
|                            | Laburista                                 | Robert Pocock              | 10 298                  | 20,36                   |
|                            | Lib Dem                                   | Richard Brighton           | 9 117                   | 18,02                   |
|                            | BNP                                       | Robert Grierson            | 1 749                   | 3,46                    |
|                            | UKIP                                      | Edward Siddall-Jones       | 1 587                   | 3,14                    |
|                            | Verdi                                     | Joe Rooney                 | 535                     | 1,06                    |
|                            |                                           |                            |                         |                         |
| Iscritti                   | Iscritti                                  | Iscritti                   | 74 505                  | 100,00                  |
| ↳ Votanti (% su iscritti)  | ↳ Votanti (% su iscritti)                 | ↳ Votanti (% su iscritti)  | 50 589                  | 67,90                   |
| ↳ Astenuti (% su iscritti) | ↳ Astenuti (% su iscritti)                | ↳ Astenuti (% su iscritti) | 23 916                  | 32,10                   |
|                            |                                           |                            |                         |                         |
|                            | Esito: collegio confermato a Conservatore |                            |                         |                         |

### Elezioni negli anni 2000
| Partito                    | Partito                                   | Candidato                  | Risultati 5 maggio 2005 | Risultati 5 maggio 2005 |
| Partito                    | Partito                                   | Candidato                  | Voti                    | %                       |
| -------------------------- | ----------------------------------------- | -------------------------- | ----------------------- | ----------------------- |
|                            | Conservatore                              | Andrew Mitchell            | 24 308                  | 52,48                   |
|                            | Laburista                                 | Robert Pocock              | 12 025                  | 25,96                   |
|                            | Lib Dem                                   | Craig Drury                | 7 710                   | 16,65                   |
|                            | UKIP                                      | Stephen Shorrock           | 2 275                   | 4,91                    |
|                            |                                           |                            |                         |                         |
| Iscritti                   | Iscritti                                  | Iscritti                   | 72 941                  | 100,00                  |
| ↳ Votanti (% su iscritti)  | ↳ Votanti (% su iscritti)                 | ↳ Votanti (% su iscritti)  | 46 318                  | 63,50                   |
| ↳ Astenuti (% su iscritti) | ↳ Astenuti (% su iscritti)                | ↳ Astenuti (% su iscritti) | 26 623                  | 36,50                   |
|                            |                                           |                            |                         |                         |
|                            | Esito: collegio confermato a Conservatore |                            |                         |                         |

| Partito                    | Partito                                   | Candidato                  | Risultati 7 giugno 2001 | Risultati 7 giugno 2001 |
| Partito                    | Partito                                   | Candidato                  | Voti                    | %                       |
| -------------------------- | ----------------------------------------- | -------------------------- | ----------------------- | ----------------------- |
|                            | Conservatore                              | Andrew Mitchell            | 21 909                  | 50,42                   |
|                            | Laburista                                 | Robert Pocock              | 11 805                  | 27,17                   |
|                            | Lib Dem                                   | Martin Turner              | 8 268                   | 19,03                   |
|                            | UKIP                                      | Mike Nattrass              | 1 186                   | 2,73                    |
|                            | Indipendente                              | Ian Robinson               | 284                     | 0,65                    |
|                            |                                           |                            |                         |                         |
| Iscritti                   | Iscritti                                  | Iscritti                   | 71 821                  | 100,00                  |
| ↳ Votanti (% su iscritti)  | ↳ Votanti (% su iscritti)                 | ↳ Votanti (% su iscritti)  | 43 452                  | 60,50                   |
| ↳ Astenuti (% su iscritti) | ↳ Astenuti (% su iscritti)                | ↳ Astenuti (% su iscritti) | 28 369                  | 39,50                   |
|                            |                                           |                            |                         |                         |
|                            | Esito: collegio confermato a Conservatore |                            |                         |                         |

## Risultati dei referendum

### Referendum sulla permanenza del Regno Unito nell'Unione europea del 2016
|             | Collegio         | Lasciare UE % | Rimanere in UE % |
| ----------- | ---------------- | ------------- | ---------------- |
|             | Sutton Coldfield | 51,7%         | 48,3%            |
| Inghilterra | 53,3%            | 46,7%         |                  |
| Regno Unito | 51,9%            | 48,1%         |                  |